# Branko Marjanović
Branko Marjanović (Zagreb, 12. svibnja 1909. – Zagreb, 13. veljače 1996.), hrvatski filmski redatelj i montažer.

## Životopis
Završio je Dramsku školu u Zagrebu, a filmska iskustva stjecao je u Pragu i radom na prosvjetnom filmu u Zagrebu. Za Drugog svjetskog rata rukovodio je proizvodnjom Državnoga slikopisnog zavoda "Hrvatski slikopis", gdje je bio glavni redaktor i montažer filmskog žurnala Hrvatska u rieči i slici (poslije Hrvatski slikopisni tjednik). Nakon nakon rata nastavio je s redateljskim i montažerskim radom u dokumentarnom, ali i u igranom filmu. God. 1949. režirao je dugometražni igrani film Zastava, o partizanskom pokretu na Kalniku. 
Film Ciguli Miguli, komediju o birokraciji malog mjesta, proizveden 1952., bio je zabranjen, a prikazivanje je odobreno tek 1977. godine.
Odustavši od igranog filma, Marjanović se od 1957. posvetio dokumentarnim filmovima o prirodi ("Svizac", "Bjeloglavi sup", "Lasica"), snimivši do 1986. preko 40 filmova. Dio filmova snimljen je u jadranskom podmorju s istraživačkog broda "Bios" u suradnji s Institutom za oceanografiju i ribarstvo (Split). God. 1968. je s oceanskog tunolovca "Jugoatlantik" ostvario četiri dokumentarna filma na Obali bjelokosti, a početkom 1970-ih je za televiziju u sovjetsko-hrvatskoj koprodukciji ostvario više kraćih filmova u serijalu Mala čuda velike prirode (17 naslova). 
Dobio je nagradu za životno djelo "V. Nazor" u području filma.

## Filmografija
Dugometražni ihrani filmovi: 
- Zastava (1949.)
- Ciguli Miguli (1952.)
- Opsada (1956.)

Kratkometražni dokumentarni filmovi:
- Straža na Drini (1942.)
- Oslobođenje Zagreba (1945.)
- Istra (1945.)
- Rijeka u obnovi (1946.)
- Prvi kongres USAOH-a (1946.)
- Ne priznajemo sramotnu odluku (1953.)
- Proslava VI korpusa u Slavonskom Brodu (1953.)
- Naša brodogradnja i brodograđevna industrija (1955.)
- O našem kršu (1957.)
- Svetkovina kamena (1957.)
- Ljudi na obali (1958.)
- Kakva je naša obala (1958.)
- Posljednji zavičaj (1959.)
- Bjeloglavi sup (1959.)
- Briga za potomstvo (1959.)
- Zmije otrovnice (1960.)
- Putovanje u nevidljivi svijet (1960.)
- Priča o glavatici (1960.)
- Između dviju modrina (1962.)
- Izgubljeni svjetovi (1962.)
- Bios (1962.)
- Tragom medvjeda (1962.)
- Lasica (1962.)
- Hobotnica (1963.)
- Ljeto medvjedića (1963.)
- Buđenje (1964.)
- Lisica (1964.)
- Submarina (1965.)
- Svijet planina (1966.)
- Svizac (1966.)
- Ajuka Tiagba (1968.)
- Kao svi ribari svijeta (1968.)
- Ribari se susreću u Abidžanu (1968.)
- Jugoatlantik (1968.)
- Vrijedi vidjeti (1971.)
- Mala čuda velike prirode I (Leteći ronilac, Ljepota i bijes, Čudan susret) (1971.)
- Mala čuda velike prirode II (Otrovna tarantula, Međuigra, Intima rakovice) (1972.)
- Mala čuda velike prirode III (Svadljivi hrčak, Majmunska posla, Ukopano blago) (1972.)
- Mala čuda velike prirode VI (Neobičan mungos, U starom selu) (1973.)
- Mala čuda velike prirode IX (Majstori kamuflaže, Kristali pod mikroskopom, Ljubavna priča) (1974.)
- Mala čuda velike prirode X (O morskom ježincu, Rađanje jednog šišmiša, Točno u podne) (1974.)
- Lepeza svetog Jakova (1975.)
- Poseidonia (1976.)
- Puh (1977.)
- O ljudima i magarcima (1978.)
- Priča o gatalinki (1980.)
- Blago mora (1981.) - o spužvarima otoka Krapnja
- Otok, čovjek, krš (1982.) - o otoku Prviću
- Polje (1984.) - o Lonjskom polju
- Nema milosti (1986.)

## Vanjske poveznice
- Biografija na www.film.hr  Arhivirana inačica izvorne stranice od 11. lipnja 2007. (Wayback Machine)